# Mediorhynchus vancleavei
Mediorhynchus vancleavei är en hakmaskart som först beskrevs av Lundstrom 1942.  Mediorhynchus vancleavei ingår i släktet Mediorhynchus och familjen Giganthorhynchidae. Inga underarter finns listade i Catalogue of Life.